# Президентские выборы в Венгрии (2024)
Непрямые президентские выборы в Венгрии 2024 года состоялись 26 февраля. 26 февраля депутатами Государственного собрания на пост президента страны был избран Тамаш Шуйок.

## Предыстория
В начале февраля 2024 года венгерской общественности стало известно о том, что президент страны Каталин Новак в апреле 2023 года удовлетворила прошение о помиловании бывшего заместителя директора детского дома, причастного к сокрытию улик в отношении преступлений, совершённых директором-педофилом. В результате разгоревшегося скандала Новак заявила, что покинет свой пост — официальное заявление, поданное ею 11 февраля в Государственное собрание, было удовлетворено. Исполняющим обязанности президента страны на время подготовки к новым выборам стал спикер парламента Ласло Кёвер.

## Избирательная система
По Конституции Венгрии, принятой в 2011 году, президент избирается депутатами Национального собрания в ходе тайного голосования не ранее 60 дней до и не позже 30 дней после окончания срока предыдущего мандата. В случае досрочного окончания мандата выборы проводятся не позднее чем через 30 дней. Дата выборов назначается спикером Национального собрания Венгрии.
Для выдвижения на должность кандидат должен быть поддержан как минимум 1/5 частью от общего количества членов парламента (около 40 депутатов). В 1-м туре кандидат в президенты должен набрать не менее 2/3 голосов. В противном случае проводится 2-й тур, в который выходят два кандидата с наибольшим числом голосов. Во 2-м туре достаточно набрать простое большинство голосов.

## Ход выборов
Оппозиционный альянс «Объединённые за Венгрию» в своём манифесте, подготовленном к парламентским выборам 2022 года, призывал к прямым выборам президента страны, что возможно лишь путём внесения поправок или замены действующей Конституции. По этому вопросу 25 февраля, за день до президентских выборов, оппозиция организовала митинг перед зданием парламента в Будапеште.
Членами правящей коалиции «Фидес—ХДНП», составлявшей большинство в Государственном собрании (135 из 199 депутатов), на президентский пост был выдвинут председатель Конституционного суда Тамаш Шуйок. 
Оппозиционные партии, не сумевшие выдвинуть от себя ни одного кандидата, так как не набрали необходимую квоту в 40 голосов, бойкотировали голосование. Президентом страны на безальтернативной основе был избран Тамаш Шуйок. Его кандидатуру поддержали 134 депутата при 5 голосах против, что обеспечило политику победу уже в 1-м туре.

## Результаты
|                              | Тамаш Шуйок                  | Независимый                  | Фидес—ХДНП                   | 134 | 96,40  |
| Против всех                  | Против всех                  | Против всех                  | Против всех                  | 5   | 3,60   |
| Всего действительных голосов | Всего действительных голосов | Всего действительных голосов | Всего действительных голосов | 139 | 100,00 |
|                              |                              |                              |                              |     |        |
| Действительные голоса        | Действительные голоса        | Действительные голоса        | Действительные голоса        | 139 | 95,21  |
| Недействительные голоса      | Недействительные голоса      | Недействительные голоса      | Недействительные голоса      | 7   | 4,79   |
| Всего проголосовавших        | Всего проголосовавших        | Всего проголосовавших        | Всего проголосовавших        | 146 | 100,00 |
|                              |                              |                              |                              |     |        |
| Проголосовали                | Проголосовали                | Проголосовали                | Проголосовали                | 146 | 73,74  |
| Не проголосовали             | Не проголосовали             | Не проголосовали             | Не проголосовали             | 52  | 26,26  |
| Всего депутатов              | Всего депутатов              | Всего депутатов              | Всего депутатов              | 198 | 100,00 |
| Источник: Telex.hu           |                              |                              |                              |     |        |